# Convento de Santo António dos Capuchos (Faro)
O Convento de Santo António dos Capuchos, ou simplesmente Convento dos Capuchos, é um edifício "notável" da cidade de Faro, mandado construir no século XVII em terrenos doados, na periferia da cidade, no interior da cerca seiscentista da cidade.
Após a extinção das ordens religiosas e anos mais tarde com o Liberalismo, o convento foi desfuncionalizado. Posteriormente foi remodelado e ocupado pelos militares, nos inícios do século XX, da Guarda Nacional Republicana, tendo servido ainda de Cadeia Comarca(à esquerda na foto). De realçar o pequeno claustro e a igreja, que apresenta uma interessante ornamentação barroca com manifestações de talha e azulejaria barroca.
A igreja do Convento dos Capuchos tem hoje funções exclusivamente mortuárias.

## Fonte
- Lameira, Francisco I. C. Faro Edificações Notáveis. Edição da Câmara Municipal de Faro, 1995.